# Бремен (аэропорт)
Аэропорт Бремен (нем. Flughafen Bremen, также City Airport Bremen, IATA: BRE, ICAO: EDDW) — международный аэропорт в Бремене, в одноимённой федеральной земле Германии.

## История
В 1909 году было основано общество Bremer Verein für Luft(schiff)fahrt, которое планировало строительство аэропорта для дирижаблей на правом побережье Везера в северной части Бремена. В 1910 году планы были одобрены городским сенатом, и летом того же года были построены первые ангары. С самого начала поступали жалобы населения на шум, создаваемый при взлёте и посадках, что привело к краткосрочному запрету на полёты. 16 мая 1913 года было получено разрешение на строительство авиабазы в южной части Бремена. В 1919, после окончания Первой мировой войны, на этом месте было решено построить аэропорт.

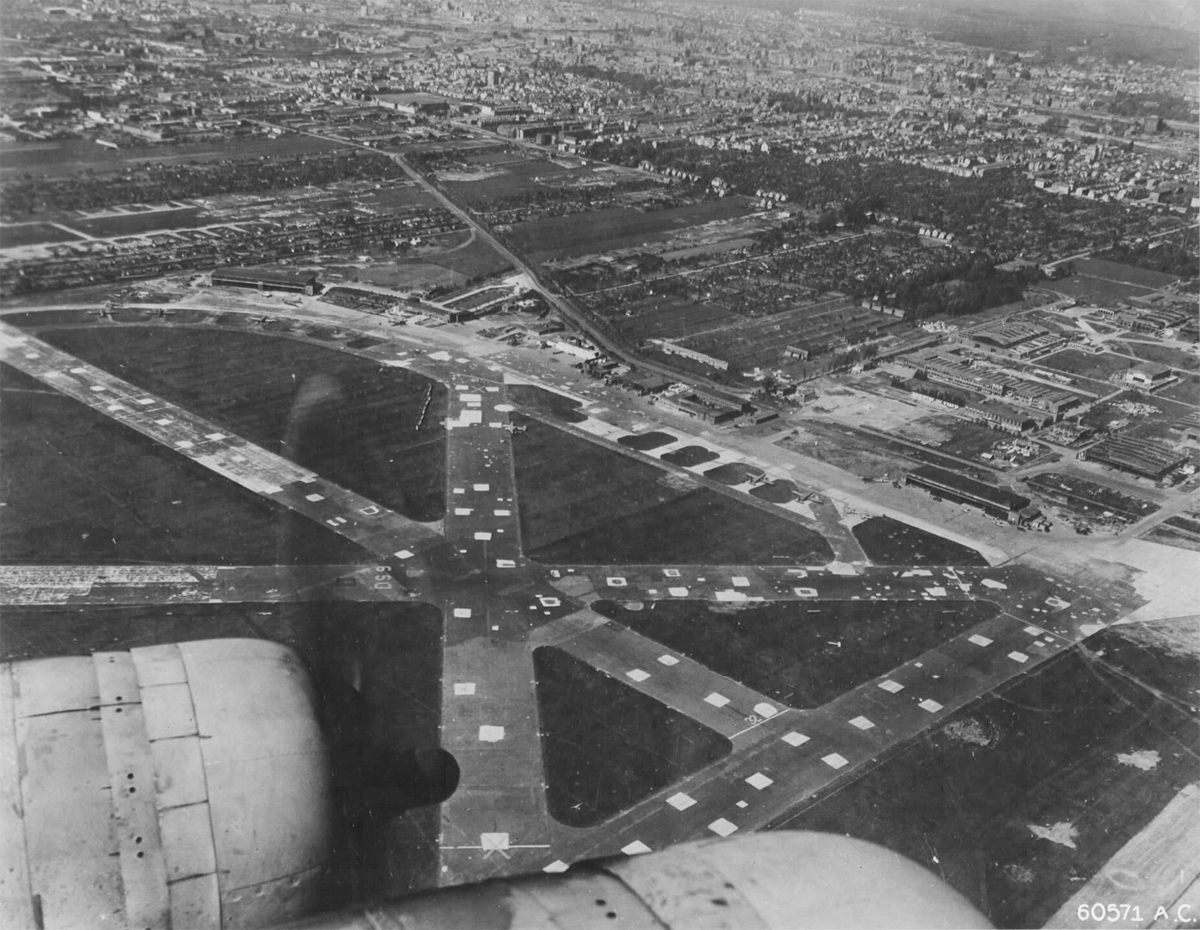
Аэропорт в 1946 году

В 1925 году был построен первый терминал. В 1937 году была сооружена наиболее современная на то время система взлётно-посадочных полос: четыре бетонированных полосы, самая длинная из них размером 600×52 м. Полосы пересекали друг друга в виде звезды, что позволяло осуществлять взлёты и посадки при любых направлениях ветра.
Во время Второй мировой войны аэропорт часто подвергался бомбардировкам, по окончании войны он перешёл в руки Военно-воздушных сил Армии США, которые привели аэропорт в исправное состояние и использовали его в качестве военной базы до марта 1948. 27 января 1949 года аэропорт снова был сдан в эксплуатацию.
Во время ремонтных работ западно-восточная полоса была продлена до 1300 м, чуть позже до 2034. Кроме того были установлены радиотехнические приборы, которые позволяли эксплуатацию и при плохих погодных условиях. С тех пор из Бремена стали осуществляться международные рейсы. 1 мая 1956 года Lufthansa основала в Бремене школу пилотов, которая открыта и по сей день под названием Lufthansa Flight Training.
После того, как в Мюнхене при взлёте разбился один из самолётов, из соображений безопасности были повышены требования к длине взлётно-посадочных полос. Таким образом, годной к эксплуатации оказались лишь одна полоса с западно-восточным направлением. Для продления существующей полосы сначала планировали перенести Охтум, левый рукав Везера. В 1988 году полоса 09/27 была продлена на 300 м с каждой стороны, но эти участки могут быть использованы лишь в исключительных случаях. Полоса 23 используется исключительно для взлётов.
В 1989 году пассажирооборот бременского аэропорта впервые составил более миллиона человек. В том же году был разработан проект Flughafen 2000 по обновлению аэропорта. Были построены новые терминалы, крытые автостоянки, административные здания. Затраты составили 199,4 млн евро.

## Инфраструктура

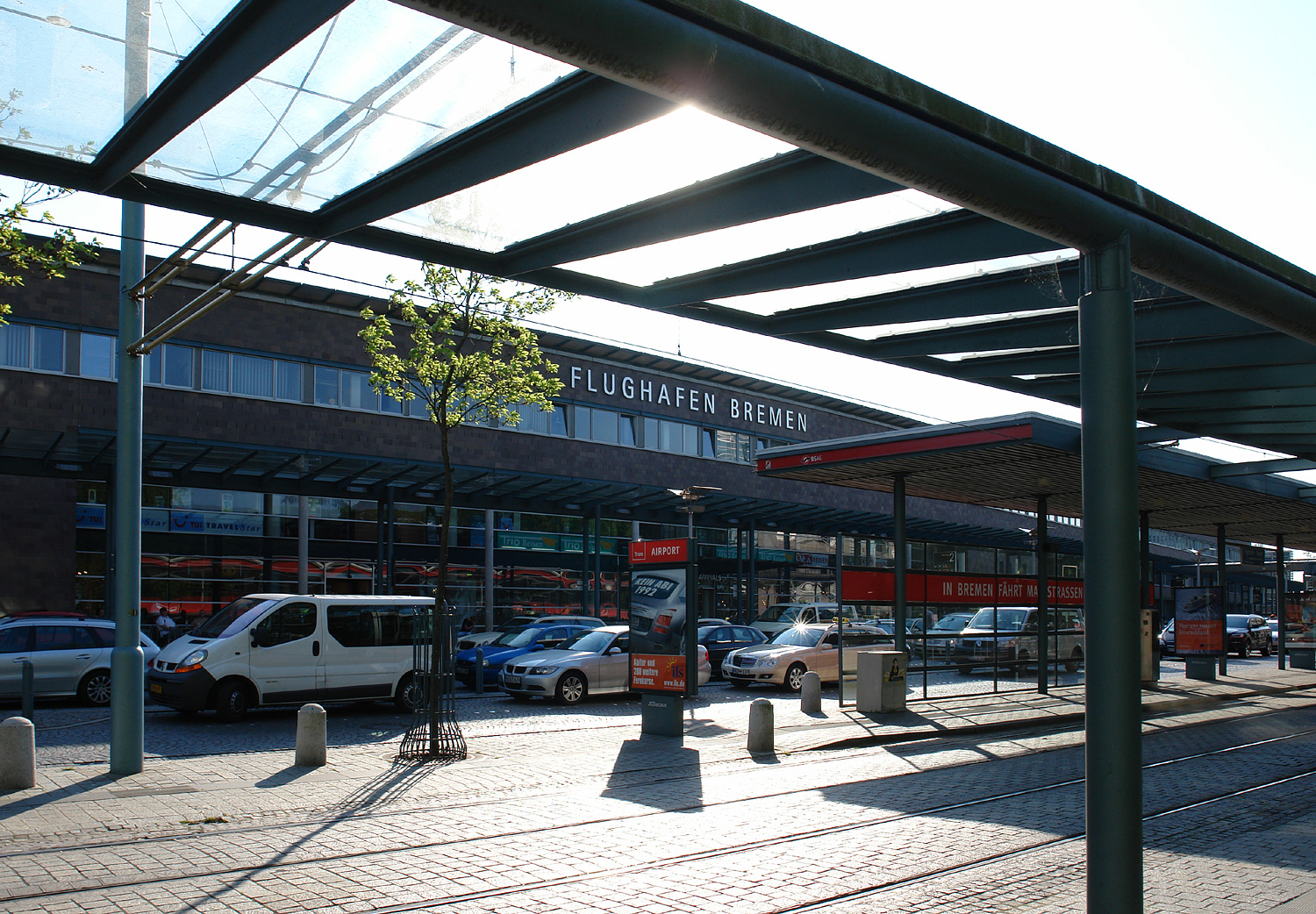
Основное здание с трамвайной остановкой перед ним

Бременский аэропорт включает в себя пять терминалов. В южном здании, образующем закругление, находятся терминалы 1, 2 и 3, от которых отходят пять телетрапов. Лоукост-авиакомпания (дискаунтер) Ryanair обосновалась в отдельном терминале Е, перестроенном из бывшего грузового склада. Также существует отдельный терминал для авиации общего назначения.
Аэропорту принадлежат 2 автостоянки, рассчитанные в общей сложности на 4500 парковочных мест.

### Транспорт
Аэропорт находится в 3,5 км от центра Бремена. Из центра (в частности, от Центрального вокзала) до аэропорта можно добраться на трамвае (линия 6). Движение осуществляется в 10-минутном интервале, поездка длится 11 минут.
К аэропорту ведет сеть городских дорог, а также автобаны A1, A27 и A281. Также существуют автобусные рейсы дальнего следования до Гамбурга и Гронингена.